# LAB. THE BASEMENT
LAB.THE BASEMENT（ラボ ザ ベヰスメント）は、桜井アヲを中心に活動する日本のヴィジュアル系ロックバンド。2003年よりlab.として懐古主義を謳い、活動を開始した。2005年よりバンド名をLAB. THE BASEMENTと改め活動中。略称は「L.TB」または「ラボ」。雑誌やWebで「ラボ ザ ベヱスメント」と表記されることがしばしばあるが、正しくは「ラボ ザ ベヰスメント」である。

## メンバー
- 桜井 アヲ（さくらい あお）

1971年6月28日生まれ、茨城県出身 O型
ボーカル、ギター、作詞、作曲、ジャケットのデザイン担当。
cali≠gariの桜井青と同一人物であり、lab.の初代ヴォーカル「久遠 一二三」もアヲである。
アヲ加入後のL.TBのメンバー紹介では「基本ヴォーカル、時々ギター 桜井アヲ」と記載されていたが、アーカイヴ2003-2008から「新宿ヴォーカル、発情ギター 桜井アヲ」と宣伝文句を変更する。
- 松島 ティル（まつしま てぃる）　ex.P∞L/ex:functioncode（TADAOMI名義）

1976年10月4日生まれ、愛知県出身 AB型、ベース、コーラスを担当。
L.TBのメンバー紹介では「前髪ベース 松島ティル」と記載されていたが、
アーカイヴ2003-2008から「横浜前髪ベース 松島ティル」と宣伝文句を変更する。
前髪ベースの由来は、本人の前髪が長いことから。

ラボ以外では「Divitron」でベースはもちろん、作曲もこなしており、2013年からCalmando Qualのサポートメンバーとして定期的にライヴを行い、こちらでも作曲をしている。

### サポートメンバー
- ドラム ユウイチロー(2007.7.7)
- ドラム 武井 誠(2008.6.21/2015.06.28)
- ドラム 本木 誠(2008.10.13/12.18)
- ギター ケッチ

### オフィシャルサポートメンバー
- ドラム 岡本 唯史(2009.2.13～)
- ギター　TaNa(Femme Fatale/2014～)

## 旧メンバー編成
lab. 第1期（2003.）
KUON（Vo.Gt）、KIRIHITO（Gu）、KANAN（Ba)、KJUN（Dr）
lab. 第2期（2004.）
KUON（Vo.Gt）、KIRIHITO（Gu）、TILL（Ba)、KJUN（Dr）
lab. 第3期（2005.）
KUON（Vo.Gt）、KIRIHITO（Gu）、TILL（Ba)、HAL（Dr）
LAB. THE BASEMENT　第1期（2005.）
KUON（Vo.Gt）、KIRIHITO（Gu）、TILL（Ba)、HAL（Dr、（現SPEED-iD、Function code）
LAB. THE BASEMENT　第2期（2006.）
桜井アヲ（Vo.Gt）、三浦キリヒト（Gu）、松島ティル（Ba)、ハルマキ匡史（Dr、（現SPEED-iD、Function code）
LAB. THE BASEMENT　第3期（2007.）
桜井アヲ（Vo.Gt）、三浦キリヒト（Gu）、松島ティル（Ba)
LAB. THE BASEMENT　第4期（2016.）
桜井アヲ（Vo.Gt）、TaNa（Gt）、松島ティル（Ba)、岡本 唯史(Dr)

## ディスコグラフィ

### CDシングル
- lab.

1. DUB NOTE 30min.EYES ONLY VER.（2003.10.29） MSNB-039A
2. DUB NOTE 通常盤（2003.11.5） MSNB-039B
3. SLEEP IN THE WATER（2003.11.5 「DUB NOTE」 ライカエジソン購入者抽選特典）
4. DUB NOTE 追加プレス（2003.12.17）MSNB-039C
5. WHEEL OF FORTUNE（2004.3.3） MSNA-040A
6. AUDIO HYSTERIA TALK（2004.3.17）MSNA-041A
7. SUNRISE BLOOM（2004.3.31） MSNA-042A
8. GOOD MORNING! HAPPY DAY (2004.4.10 新宿MARZ配布) MSNA-043A
9. BEAUTIFUL LIFE【お試し版】（2004.7.7） MSNA-044A
10. BEAUTIFUL LIFE（2004.7.14） MSNB-044B

- LAB.THE BASEMENT

1. TOWN OF SIREN（2006.2.14） MSNA-051A
  - 帯の文句：新宿地下発、郷愁系、或るいは―。
2. 人間牧場DEMO-MIX（2006.5.24 名古屋SONESET STRIP配布） MSNA-052A
3. 人間牧場（2006.7.28） MSNA-052A
  - 帯の文句：優しく、暴力的な日本語達。ラボザベヰスメント、待望のセカンドマキシ。拝啓、にっぽんじん様。子供も、大人も、正しく怒ってますか?
4. 人間牧場（2006.7.28 CD 通販限定ver.DVD付き） MSNB-052B
5. 人間牧場（2006.7.28 CD 通販限定DVD付き/特殊パッケージ仕様） MANB-052C
6. じれったい（2013.4.19 CD-R 新宿LOFT配布　安全地帯のカバー）

### DVDシングル
- LAB.THE BASEMENT

1. 狂い蝉が叫んだ朝に (2006.12.23 会場限定DVD ) MSNB-054A
2. 元旦版　狂い蝉が叫んだ朝に (2007.1.1 通販限定DVD ) MSNB-054B

### アルバム
- lab.

1. PIED（2004.8.13） MSNA-045A
  - 帯の文句：笛の音は、もう死んでしまったから―。
2. PIPER（2004.8.25） MSNA-046A
  - 帯の文句：笛の音は、もう死んでしまったから―。

- LAB. THE BASEMENT

1. アーカイブ2003-2008（2008.6.12） MSNA-056A
  - 帯の文句：「捨ててあった音を拾ってみたら、意外とそれが新しかったりしたんだ。」
2. 「アーカイブ2003 - 2008」2nd PRESS（2015.6.28） MSNB-056

### ミニアルバム
- lab.

1. END OF THE WORLD（2005.8.10） MSNA-049A
  - 帯の文句：此処から一番遠い場所は、僕だったんだ―。

### V.A
1. 四次元友好条約～大阪編～（2005.2.19 会場限定発売） FT14D-001
2. 四次元友好条約～名古屋編～（2005.2.20 会場限定発売） FT14D-002
3. 四次元友好条約～東京編～（2005.2.26 会場限定発売） FT14D-003

いずれもlab.の収録曲は「LONG KISS GOOD NIGHT」

### 映像作品
- lab.

1. DUB NOTE（ライカエジソン店頭用PV）（特典VHS）
2. lab. Live in OSAKAバナナホール（2004.8.21 配布VHS ） MSNA-047
3. 2004/11/9 lab.の遠足in東京ドームシティアトラクションズ-切人のぼやき- (2004.11.9 会場限定VHS ) 048A
4. 四次元友好条約（2005.7.1 DVD） MUAD-0001
5. GALACTIKA vol.19（2006.1 DVD） DBGL-1006

- LAB. THE BASEMENT

1. さよなら、人間牧場（2007.4.11 DVD） MSNA-055A
2. 不完全版 さよなら、人間牧場（2007.4.11 通販限定DVD） MANB-055B